# Wasserkraftwerk Wilhelmsthal
Das Wasserkraftwerk Wilhelmsthal ist ein Laufwasserkraftwerk an der Lenne, flussabwärts gelegen bei Werdohl. Bei einer Fallhöhe von 3,65 m erreichen zwei Francis-Turbinen zusammen 600 kW Leistung. Das Kraftwerk entstand im Jahr 1916 und steht unter Denkmalschutz. Es ist an das Unternehmen Mark-E verpachtet.
Im Jahr 2011 wurde die Wehranlage saniert. Vorher konnte das Stauwehr nicht geschlossen werden, so dass der Obergraben trockengefallen war und das Kraftwerk stillstand.
Der Lennestau ist als Naturschutzgebiet Lennestau in Werdohl-Lengelsen/Wilhelmstal ausgewiesen.

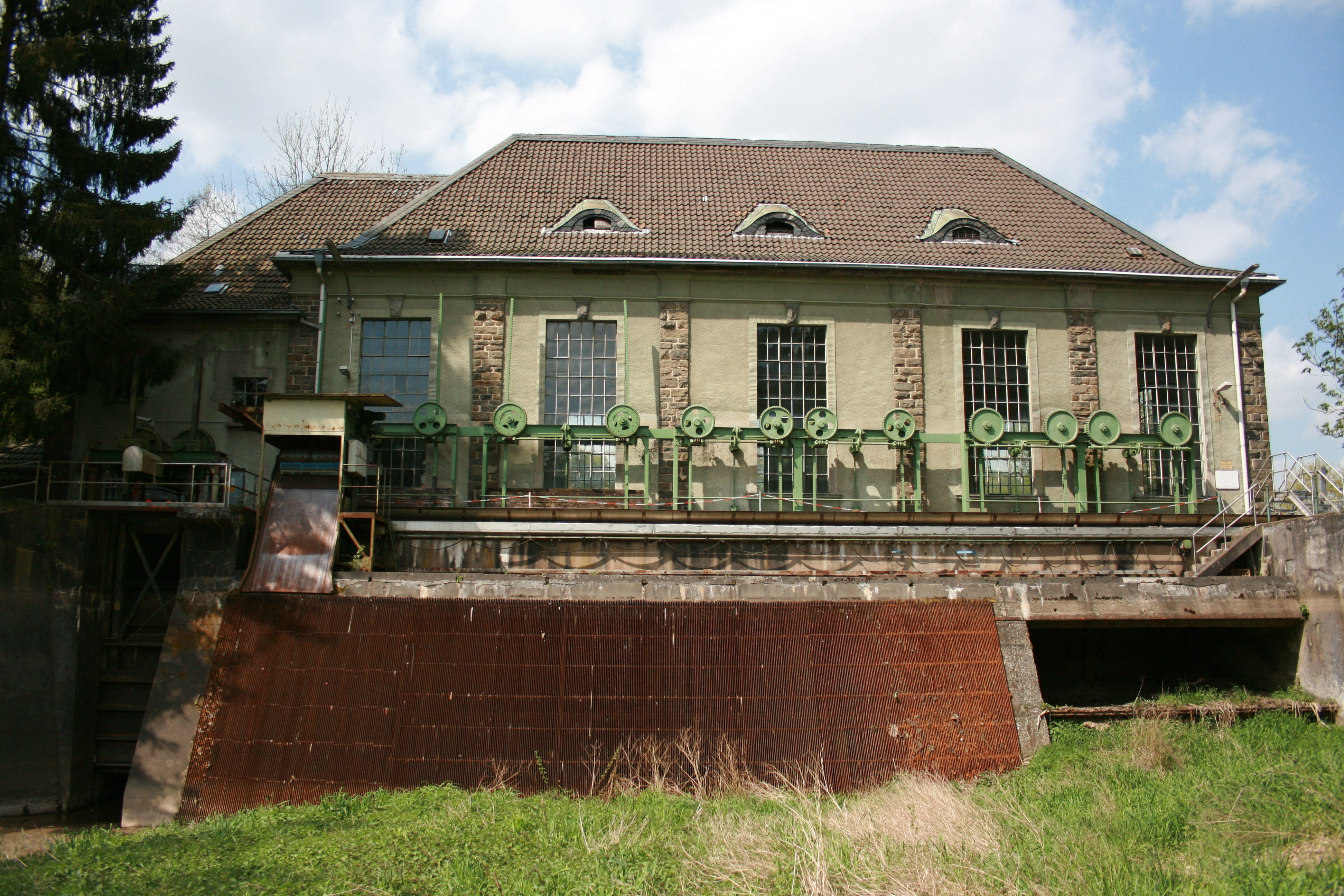
Kraftwerkshaus
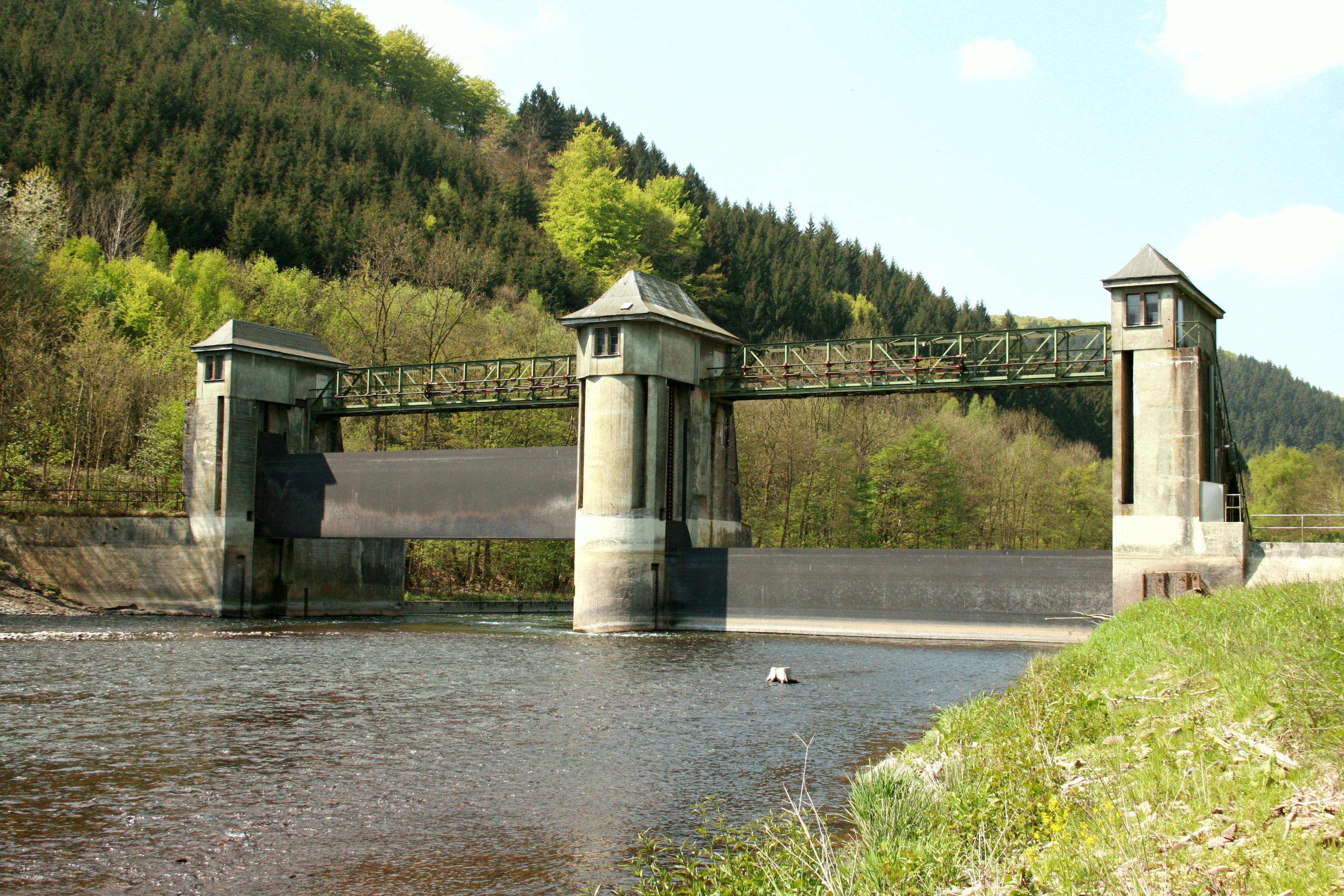
Geöffnetes Stauwehr
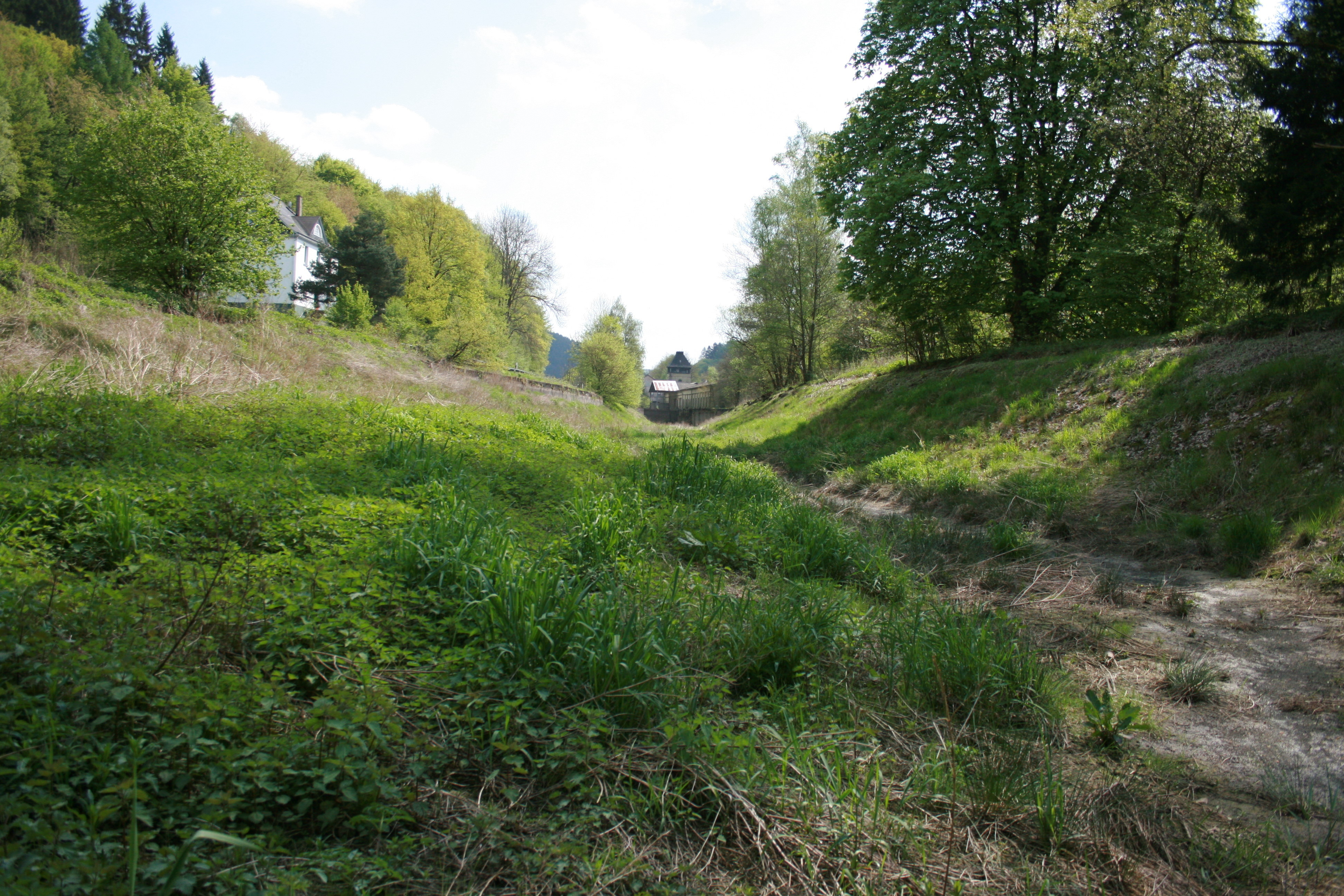
Im trockenen Obergraben